# Dioctophyme renale
''Dioctophyma renale'' é um parasita do rim de mamíferos. D. renale ocorre no mundo inteiro, mas é menos comum na África e Oceania.  Infecta mamíferos pscívoros, especialmente o vison e cães. Infestação em humanos é rara, mas caso aconteça, ela pode destruir os rins. O único tratamento é a remoção cirúrgica dos vermes.